# Chalawyn
Chalawyn (ukr. Халявин) – wieś na Ukrainie, w obwodzie czernihowskim, w rejonie czernihowskim, w hromadzie Nowyj Biłous. W 2024 liczyła 947 mieszkańców.

## Urodzeni
- Ołeksandr Zarowny